# Giuseppe Scarpi
Giuseppe Scarpi (* 25. Dezember 1900 in Dolo; † 13. Oktober 1952 ebenda) war ein italienischer Fußballschiedsrichter.

## Werdegang
Scarpi begann zur Zeit des Ersten Weltkrieges beim Club Sportivo Dolo mit dem Fußball und spielte, vorwiegend linker Verteidiger, in der Saison 1919/20 mit der ersten Mannschaft des Klubs in der Promozione.
Nachdem er seine Militärdienst abgeleistet hatte, gab er das Fußballspielen auf und begann 1922 eine Schiedsrichterkarriere. Ab 1929 leitete Scarpi Spiele der in diesem Jahr ins Leben gerufenen Serie A. Bis zum, durch den Zweiten Weltkrieg bedingten, zeitweiligen Ende des Spielbetriebes am Ende der Saison 1942/43 pfiff Scarpi insgesamt 178 Partien in Italiens höchster Spielklasse. 1939 wurde er mit dem Premio Giovanni Mauro als bester Schiedsrichter der abgelaufenen Serie-A-Saison ausgezeichnet.
An der Fußball-Weltmeisterschaft 1934 im eigenen Land nahm Giuseppe Scarpi als Linienrichter teil. Er assistierte am 27. Mai zusammen mit Raffaele Scorzoni dem belgischen Schiedsrichter John Langenus im Achtelfinale Tschechoslowakei gegen Rumänien, das die Tschechoslowaken im Stadio del Littorio von Triest mit 2:1 gewannen.
Als Schiedsrichter war Scarpi auf internationaler Ebene zwischen 1936 und 1943 aktiv. Im August 1936 leitete er ein Partie bei den Olympischen Sommerspielen in Berlin. Das von ihm gepfiffene Achtelfinale Türkei gegen Norwegen im Mommsenstadion endete 4:0 für die Skandinavier. Zudem war er im Achtelfinale Deutschland gegen Luxemburg (9:0) für den Ungarn Pál von Hertzka sowie im Achtelfinale Peru gegen Finnland (7:3) für seinen Landsmann Rinaldo Barlassina als Linienrichter tätig.
Am 6. September 1936 leitete Giuseppe Scarpi das Hinspiel im Finale des Mitropapokals 1936 zwischen Austria Wien und Sparta Prag, das vor über 40.000 Zuschauern im Wiener Praterstadion 0:0 endete.
Bei der Fußball-Weltmeisterschaft 1938 in Frankreich vertrat Scarpi neben Rinaldo Barlassina den italienischen Verband als Schiedsrichter. Er pfiff das Achtelfinale Kuba gegen Rumänien (3:3 n. V.) im Stadium Municipal von Toulouse und war bei zwei Partien als Linienrichter aktiv.
Giuseppe Scarpis Schiedsrichterlaufbahn endete 1943 mit der kriegsbedingten Einstellung des Spielbetriebes in Italien. Er starb im Oktober 1952 im Alter von 51 Jahren in seiner Heimat Venetien.